# Convención Interamericana para Prevenir y Sancionar la Tortura

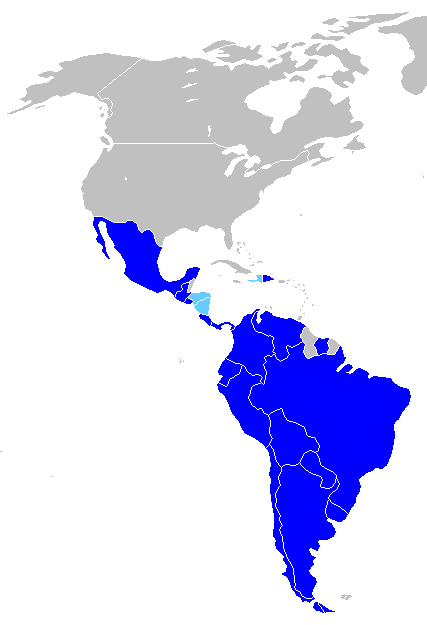
Países signatarios ratificados
Países signatarios no ratificados

La Convención Interamericana para Prevenir y Sancionar la Tortura (de siglas "CIPST") es un instrumento internacional de los derechos humanos, creado dentro de la Organización de Estados Americanos con el objetivo de prevenir y sancionar casos de tortura y otras actividades similares. La Convención Interamericana entró en vigor el 28 de febrero de 1987, y, a partir de 2010, 18 países son parte del mismo, con otros dos que han firmado pero no ratificado aún.
La Convención Interamericana define a la tortura de una manera más amplia que la Convención de las Naciones Unidas contra la Tortura, incluyendo "el uso de métodos sobre una persona con la intención de anular la personalidad de la víctima o de disminuir su capacidad física o mental, incluso si no causa dolor físico o angustia mental". La Convención es parte de una serie de acuerdos de la OEA que busca proteger los derechos humanos, en el marco de la Convención Americana sobre Derechos Humanos, que prohíbe la tortura en detalles menos específicos.
La Convención también exige a los Estados el adoptar medidas eficaces para prevenir la tortura dentro de sus fronteras, y crea una capacidad de extradición de personas acusadas de tortura.